# Björn De Coninck
Björn De Coninck (20 juli 1977) is een Belgisch voormalig voetballer. De Coninck was een linksachter.

## Jeugdclubs
- 1985-1988: FC Tielt
- 1988-1996: Club Brugge

## Profclubs
- 1996-1998: Club Brugge
- 1998-2004: KVC Westerlo
- 2004-2005: AA Gent
- 2005-2006: KSV Roeselare
- 2006-aug.06: AA Gent
- aug.06-jan.07: AS Oostende
- jan.07-2007: VG Oostende
- 2007-2008: KFC Evergem-Center
- 2008-2009: KFC Meulebeke